# シャドウズ・イン・ジ・エアー
『シャドウズ・イン・ジ・エアー』（Shadows in the Air）は、スコットランドのミュージシャンのジャック・ブルースが2001年に発表した、ソロ名義では12作目のスタジオ・アルバム。

## 解説
ブルースは本作の方向性を「ラテンから影響を受けた音楽」と説明しており、クリームの「サンシャイン・オブ・ユア・ラヴ」と「ホワイト・ルーム」のリメイクはサルサ風のアレンジが施された。
「アウト・イントゥ・ザ・フィールズ」はウェスト、ブルース&レイングのデビュー・アルバム（1972年）、「ボストン・ボール・ゲーム1967」と「ヒー・ザ・リッチモンド」はブルースのソロ・アルバム『ソングス・フォー・ア・テイラー』（1969年）の収録曲のリメイクである。
本作の収録曲の数曲をブルースと共作し、共同プロデューサーも務めたキップ・ハンラハンは、1983年のセカンド・ソロ・アルバム『デザイアー・デヴェロップス・アン・エッジ』でブルースをゲストに起用し、以後も共演を繰り返してきたミュージシャンである。彼はブルースの次作『モア・ジャック・ザン・ゴッド』（2003年）でも引き続きプロデュースに貢献した。
Travis Dragesetはオールミュージックにおいて本作に5点満点中2.5点を付け「一部の曲はブルースが書き下ろした新曲で、6曲は彼の代表曲をトーンダウンしたリメイクである」と評している。

## 収録曲
特記なき楽曲はジャック・ブルースとキップ・ハンラハンの共作。
1. アウト・イントゥ・ザ・フィールズ "Out into the Fields" (Jack Bruce, Pete Brown, Leslie West, Corky Laing) – 5:23
2. 52ndストリート "52nd Street" – 3:59
3. ハート・クェイク "Heart Quake" (J. Bruce, P. Brown) – 5:31
4. ボストン・ボール・ゲーム1967 "Boston Ball Game 1967" (J. Bruce, P. Brown) – 2:01
5. ジス・アンガーズ・ア・ライアー "This Anger's a Liar" – 3:21
6. サンシャイン・オブ・ユア・ラヴ "Sunshine of Your Love" (J. Bruce, P. Brown, Eric Clapton) – 4:31
7. ディレクションズ・ホーム "Directions Home" – 4:29
8. ミロンガ "Milonga" – 4:53
9. ダンシング・オン・エアー "Dancing on Air" (J. Bruce, P. Brown) – 4:02
10. ウィンドウレス・ルームス "Windowless Rooms" – 5:08
11. ダーク・ハート "Dark Heart" – 5:59
12. ミスター・フレッシュ "Mr. Flesh" (J. Bruce, Kip Hanrahan, Vernon Reid) – 2:13
13. ヒー・ザ・リッチモンド "He the Richmond" (J. Bruce, P. Brown) – 3:19
14. ホワイト・ルーム "White Room" (J. Bruce, P. Brown) – 5:48
15. サージ "Surge" – 1:58

## 参加ミュージシャン
- ジャック・ブルース - ボーカル、ベース、ピアノ、アコースティック・ギター
- ヴァーノン・リード - ギター（#1、#2、#5、#10、#12、#13）
- ゲイリー・ムーア - ギター（#3、#11）
- エリック・クラプトン - ボーカル、ギター（#6、#14）
- マルコム・ブルース[注釈 2][10] - ギター、シンセサイザー（#14）
- ドクター・ジョン - ピアノ、オルガン（#5、#10）
- アンディ・ゴンザレス - ダブル・ベース（#4、#6）
- ロビー・アミーン（英語版） - ドラムス
- オラシオ・エルナンデス - ドラムス
- ミルトン・カルドナ - コンガ（#2、#3、#4、#6、#7、#8、#11、#14）
- リッチー・フローレス - コンガ（#6、#14）
- ジミー・マクドナルド - アコーディオン（#11）
- アルフレード・トリフ - ヴァイオリン（#1、#7、#8、#14）
- ピロ・ロドリゲス - トランペット（#4）
- ミゲル・ゼノン - アルト・サクソフォーン（#4）
- マリオ・リヴェラ - テナー・サクソフォーン（#4）
- パポ・ヴァスケス - トロンボーン（#4）